# Moustapha Alassane, cinéaste du possible
Moustapha Alassane, cinéaste du possible es una película del año 2009.

## Sinopsis
Moustapha Alassane es una leyenda del cine africano. Su aventura nos lleva a los tiempos del precine, a los espectáculos de linternas mágicas y sombras chinescas. Es el primer realizador de cine nigerino y de cine de animación en África. Cuenta viejísimas historias con medios actuales, pero también narra los hechos más actuales con medios totalmente arcaicos. Este documental no solo cuenta una aventura humana y profesional extraordinaria, sino la memoria de una generación, la historia de un país, Níger, en la época dorada de su cine.